# Воробейник лекарственный
Воробе́йник лека́рственный (лат. Lithospermum officinale) — многолетний травянистый вид двудольных растений рода Воробейник (Lithospermum) семейства Бурачниковые (Boraginaceae). Таксономическое название было впервые опубликовано шведским систематиком Карлом Линнеем в 1753.

## Ботаническое описание[4]

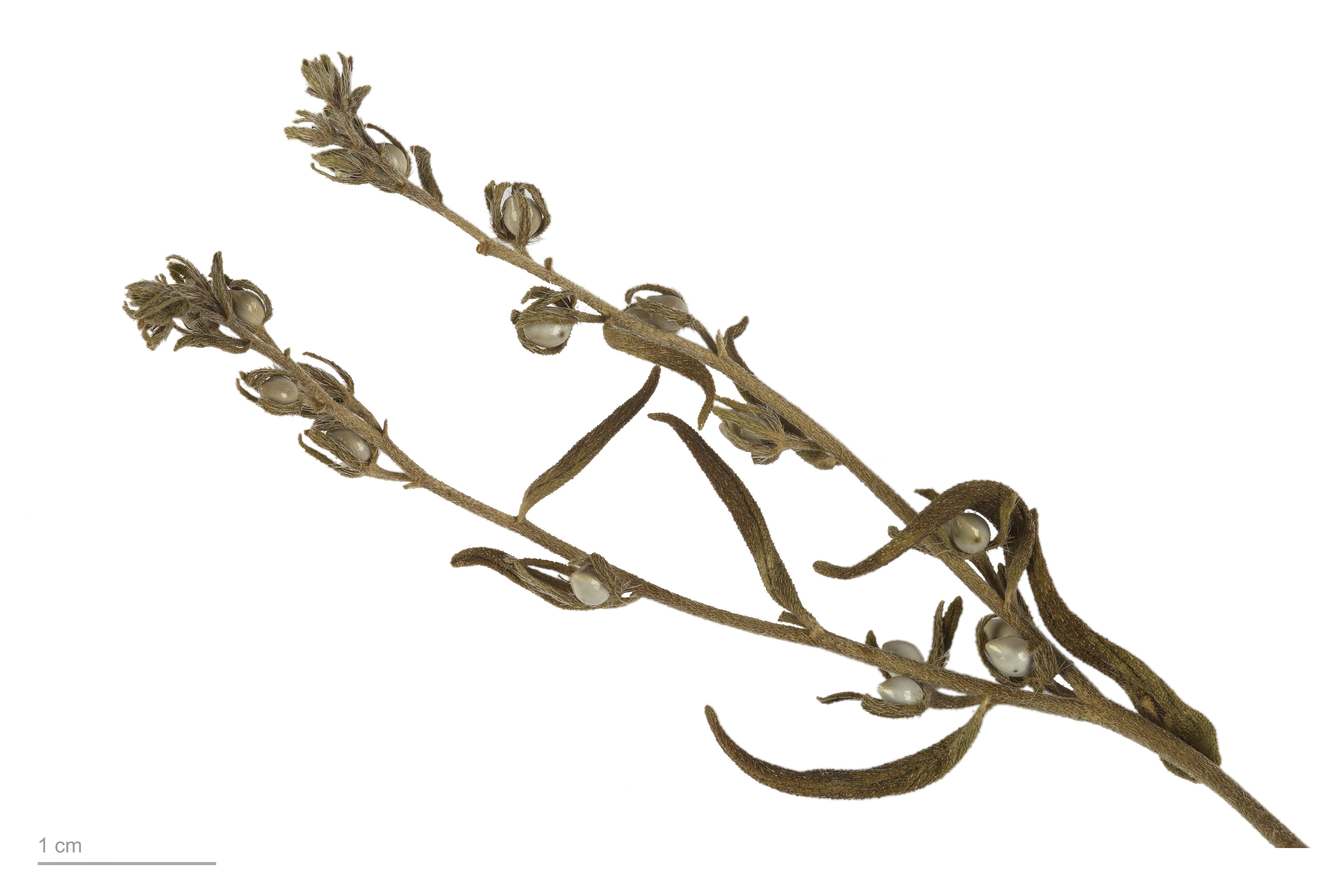
Гербарный экземпляр воробейника лекарственного из Тулузского музея. Видны плоды с семенами.

Многолетнее травянистое растение. Корень длинный, деревянистый, часто скрученный.
Побеги ветвистые, опушённые, густоблиственные, высотой 30-80 см.
Листья ланцетные, жесткие, с острой верхушкой, рассеянно опушённые, размещены очерёдно по длине стебля. Размеры 2,5-9 см длиной и 5-10 мм шириной. Сверху темно-зелёные, нижняя сторона более светлая. Нижние листья чешуевидные.
Соцветия — верхушечные завитки с мелкими цветками 6-8 мм длиной бело-желтоватого оттенка, расположены кистевидно или зонтиковидно в верхней части стебля. При плодах завитки сильно удлиняются. Чашечка длиной до 4 мм, рассечена на линейные доли практически до основания, которые также удлиняются при плодоношении до 10 мм. Цветение в средней полосе России в мае-июле.
Плод — яйцевидный или продолговатый орешек белого цвета, длиной 2,5-3,5 мм, гладкий, блестящий, островатый на верхушке.

## Распространение и экология[4]
Западноазиатско-европейский вид с основным ареалом в умеренном поясе от Средиземноморья до Байкала и Монголии на востоке. В России произрастает по всей европейской части (кроме Арктики), на Северном Кавказе, в Западной Сибири с заходом в Восточную. Вид занесен в ботанический атлас растений Ленинградской области.
Предпочитает селиться на сухих склонах, опушках, в зарослях кустарников, на обочинах дорог, полях.

## Значение
Используется в качестве лекарственного растения.

## Охранный статус
Занесён в Красные книги Республики Беларусь, Латвии, Литвы, а также в Красные книги ряда регионов России (Владимирской, Вологодской, Ивановской, Костромской, Ленинградской, Новгородской, Псковской, Тверской, Ярославской областей и городов Москвы и Санкт-Петербурга).

## Классификация

### Таксономия[6]
Lithospermum officinale L., 1753,Sp. Pl. : 132
Вид Воробейник лекарственный относится к роду Воробейник (Lithospermum) семейства Бурачниковые (Boraginaceae) порядка Бурачникоцветные (Boraginales). Кладограмма в соответствии с Системой APG IV по состоянию на июнь 2023 года:
|  |                                      |  |                                   | порядок Бурачникоцветные |  | семейство Бурачниковые - 153 ботанических рода |  | род Воробейник - 76 подтвержденных видов |  | Воробейник лекарственный |
|  |                                      |  |                                   | порядок Бурачникоцветные |  | семейство Бурачниковые - 153 ботанических рода |  | род Воробейник - 76 подтвержденных видов |  | Воробейник лекарственный |
|  | отдел Цветковые, или Покрытосеменные |  |                                   |                          |  |                                                |  |                                          |  |                          |
|  |                                      |  |                                   |                          |  |                                                |  |                                          |  |                          |
|  |                                      |  | ещё 63 порядка цветковых растений |                          |  |                                                |  |                                          |  |                          |
|  |                                      |  |                                   |                          |  |                                                |  |                                          |  |                          |

## Синонимы
- Lithospermum majus Gilib.
- Lithospermum ochroleucum Stokes
- Lithospermum officinale var. stewartii Kazmi
- Margarospermum officinale Decne.